# Schöninger Straße 33, 34

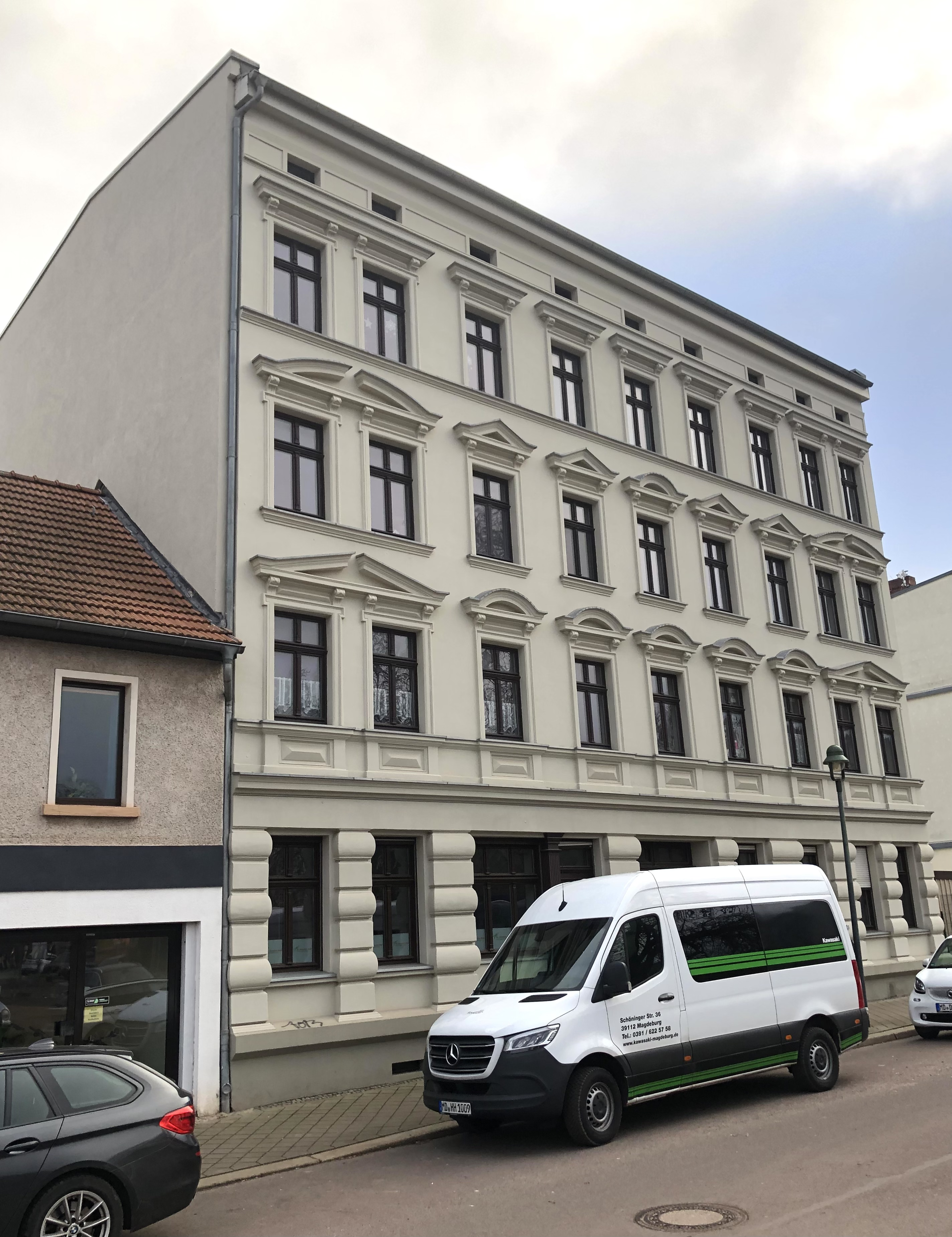
Schöninger Straße 33, 34

Das Haus Schöninger Straße 33, 34 ist ein denkmalgeschütztes Wohn- und Geschäftshaus in Magdeburg in Sachsen-Anhalt.

## Lage
Das Haus befindet sich auf der Südseite der Schöninger Straße im Magdeburger Stadtteil Sudenburg. 

## Architektur und Geschichte
Das viereinhalbgeschossige, verputzte Gebäude wurde 1886 vom Bauunternehmer Adolph Parchen für den Schlossermeister Robert Wildy errichtet. Die neunachsige Fassade ist in einfachen Formen der Neorenaissance gestaltet. Die Fensteröffnungen des ersten und zweiten Obergeschosses sind mit Fensterverdachungen in Form von Dreiecksgiebeln und Segmentbögen überspannt. Am dritten Obergeschoss kamen dafür Kragplatten zum Einsatz. Die beiden äußeren Achsen sind dabei jeweils zusammengefasst und mit gesprengten Fensterverdachungen versehen. Bedeckt wird der Bau von einem Satteldach mit nur sehr flacher Neigung.
Das Haus wird als Bestandteil des teilweise erhaltenen gründerzeitlichen Straßenzuges als städtebaulich bedeutsam eingeschätzt und gilt als Beispiel für ein einfaches Mietshaus der Bauzeit.
Im örtlichen Denkmalverzeichnis ist das Wohnhaus unter der Erfassungsnummer 094 82118 als Baudenkmal verzeichnet.